# Гелена в ящику
«Гелена в ящику» (англ. Boxing Helena) — незалежний американський драматичний фільм 1993 року, створений Дженніфер Лінч за власним оригінальним сценарієм. У головних ролях Джуліан Сендс, Шерілін Фенн та Білл Пекстон. Стрічка номінувалася на Великий приз журі (драма) на кінофестивалі Санденс (1993), та отримала антипремію Золота малина за найгіршу режисуру (1994).

## Сюжет
Нік Кавано, талановитий хірург з Атланти, безтямно закоханий у красуню Гелену, яка не відповідає йому взаємністю. Він заманює її у свій особняк, надіючись добитися її прихильності, але вона втікає й потрапляє під колеса вантажівки, яка розчавлює їй обидві ноги. Нік рятує їй життя в домашній операційній й при цьому ампутує дівчині обидві ушкоджені кінцівки. Пізніше, образившись на її ставлення до нього, відтинає полонянці й обидві здорові руки. Між Ніком та Геленою зав'язуються дивні стосунки, — хоча Гелена є жертвою викрадення й повністю залежить від Ніка, при цьому вона завжди домінує над своїм прихильником в діалогах й безжально висміює усі його промахи та недоліки. Рей, колишній коханець Гелени, випадково знаходить її в будинку Ніка й б'ється з ним. По завершенні бійки Нік прокидається й виявляє, що все було лише сном, а сам він знаходиться в лікарні, де нещодавно закінчив оперувати Гелену, яка постраждала в автомобільній аварії.

## У ролях
| Актор             | Роль                         |
| ----------------- | ---------------------------- |
| Джуліан Сендс     | доктор Нік Кавано            |
| Шерілін Фенн      | Гелена                       |
| Білл Пекстон      | Рей О'Меллі                  |
| Арт Гарфанкел     | доктор Лоренс Августин       |
| Кертвуд Сміт      | доктор Алан Палмер           |
| Бетсі Кларк       | Енн Геррет                   |
| Мег Реджистер     | Маріон Кавано                |
| Марла Лівайн      | Патриція                     |
| Ніколетт Скорсезе | медсестра                    |
| Ліза Оз           | дівчина з квіткової крамниці |

## Вплив
1999 року американський панк-гурт «Misfits» записав композицію «Helena», засновану на сюжеті даної стрічки.